# Henrique Teixeira
Henrique Selicani Teixeira (født 27. februar 1989) er en brasiliansk håndboldspiller. Han spiller for CSM București og det brasilianske landshold.
Han vandt en guldmedalje ved Pan American Games i 2015 og konkurrerede ved verdensmesterskabet i 2015 og sommer-OL 2016.